# Raymond Collier
Raymond Jean Gustave Collier, né le 18 février 1921 à Marseille et mort le 7 juillet 2000 dans la même ville, est un archiviste et historien français.

## Biographie
Élève de l'École nationale des chartes, où il obtient le diplôme d'archiviste paléographe (promotion 1947), il est directeur des Archives départementales des Alpes-de-Haute-Provence (anciennes Basses-Alpes) de 1948 à 1983, puis conservateur des Archives nationales d'outre-mer à Aix-en-Provence (1983-1987).

## Publications
Il a publié plusieurs ouvrages se rapportant à l'histoire de la Provence ou des Alpes-de-Haute-Provence parmi lesquels : 
- Le Domaine de la maison des Baux, thèse
- Le commerce de Marseille de 1480 à 1515 (1951),
- Guide des archives des Alpes-de-Haute-Provence, 1974.
- La Haute-Provence monumentale et artistique, Digne, 1986, Imprimerie Louis Jean.
- La vie en Haute-Provence de 1600 à 1850, Digne, 1973, 546 p.
- Une commune type de Haute-Provence : Demandolx (1982),
- Digne, Équinoxe, collection « Le Temps Retrouvé », 1994.
- Histoire du commerce de Marseille de 1480 à 1599 (avec Joseph Billioud).

## Sources
- Notice biographique du Who's Who France, mise à jour le 26 septembre 2000, consultée le 16 novembre 2009.